# Dr.웹
닥터 웹(Dr. Web)은 러시아의 안티바이러스 소프트웨어 기업이자, 동사의 제품명이다. 1992년 처음 출시된 닥터 웹은 러시아에서 최초로 서비스된 안티바이러스 제품이다.
닥터 웹은 러시아 최대 검색 제공자인 얀덱스에서 사용되는 이메일 첨부 파일을 검사하는 안티스팸 솔루션을 제공하고 있다. 또한, 닥터 웹의 온라인 버전으로 링크를 스캔해 주는 브라우저용 추가 프로그램도 있다. 닥터 웹은 600,000개 이상의 맥에 영향을 주었던 트로이 목마 백도어.플래시백 변종도 발견하였다.
닥터 웹은 안티바이러스 소프트웨어로 안티바이러스 산업에서 다른 업체들과 경쟁하고 있다.

## 같이 보기
- 바이러스 검사 소프트웨어
- 바이러스 검사 소프트웨어 목록

## 참조
1. ↑  “보관된 사본”. 2014년 8월 14일에 원본 문서에서 보존된 문서. 2015년 11월 13일에 확인함.
2. ↑  “Dr. Web LTD Doctor Web / Dr. Web Reviews, Best AntiVirus Software Reviews, Review Centre”. Reviewcentre.com. 2014년 2월 17일에 확인함.
3. ↑  Web, Doctor (2013년 10월 7일). “Dr. Web LinkChecker :: Add-ons for Firefox”. Addons.mozilla.org. 2014년 2월 26일에 원본 문서에서 보존된 문서. 2014년 2월 17일에 확인함.
4. ↑  Greenberg, Andy (2012년 4월 9일). “Apple Snubs Firm That Discovered Mac Botnet, Tries To Cut Off Its Server Monitoring Infections”. 《Forbes》. 2012년 4월 10일에 확인함.